# Louis Saalborn

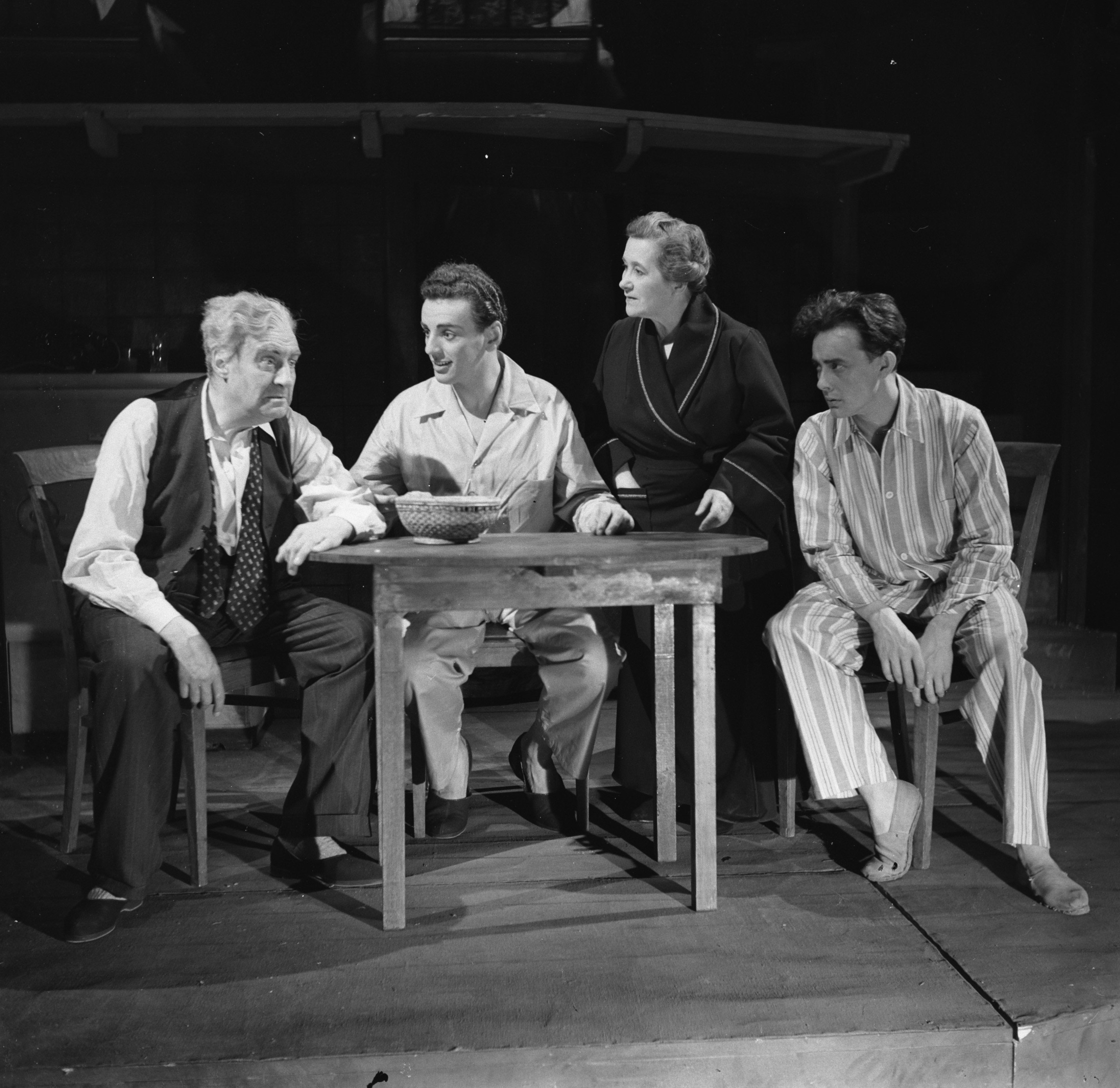
Dood van een handelsreiziger van Arthur Miller, v.l.n.r. Louis Saalborn (hoofdrol Willy Loman), Rob de Vries, Hetty Beck, Cas Baas. Amsterdams Toneelgezelschap, 1950

Louis Saalborn, eigenlijk Louis Alexander Abraham Zaalborn (Rotterdam, 13 juni 1891 – Amsterdam, 18 juni 1957) was een Nederlandse regisseur, toneelspeler, kunstschilder en musicus.

## Levensloop
Hij was een zoon van de uit Rusland afkomstige acteur en regisseur Alexander Zaalborn en de actrice Jeanette de Groot, en de jongere broer van Arnold Saalborn. Het gezin verhuisde in 1892 van Rotterdam naar Amsterdam. In 1910 ging hij naar de Industrieschool der Maatschappij voor de Werkende Stand en van 1911-1912 naar de Rijksakademie van Beeldende Kunsten in Amsterdam. Als schilder was hij een van de pioniers van de abstracte kunst. Hij richtte in 1916 met Erich Wichmann en Theo van Doesburg de kunstenaarsvereniging De Anderen op en nam deel aan tentoonstellingen van De Onafhankelijken.
Op 15 maart 1922 trouwde hij met Hélène Henriette Hoos, met wie hij een dochter had, de actrice Liane Saalborn.
Naast zijn opleiding en ambitie als schilder was hij ook geïnteresseerd in theater. Hij sloot zich in 1912 aan bij Het Toneel van Willem Royaards. Hij werd een spil in dat theatergezelschap, waar hij vanaf 1920 ook ging regisseren en decors ontwierp. Hij was van 1921 tot 1924 ook redacteur van de Bladen van den Stadsschouwburg. In 1925 volgde hij Royaards op als leider van het gezelschap, dat eerst Nieuw Nederlandsch Tooneel heette, vanaf 1930 Koninklijke Vereeniging Het Nederlandsch Tooneel en ten slotte zijn eigen naam droeg. Hij regisseerde samen met Alex Benno de derde verfilming van Op hoop van zegen.
Vanaf 1938 maakte hij deel uit van Het Nederlandsch Tooneel van Cor van der Lugt Melsert. Van 1942 tot 1945 werd toneelspelen hem door de Duitse bezetters verboden omdat hij Joodse grootouders had. Na de bevrijding was hij lid van de Stichting Amsterdams-Rotterdams Toneel (START) en het Amsterdams Toneelgezelschap. In 1953 trok hij zich om gezondheidsredenen deel terug van het toneel. Wel richtte hij in 1954 met Lo van Hensbergen Het Brabants Toneel op, dat een jaar later Het Zuidelijk Toneel ging heten. In 1957 overleed hij kort na zijn 66e verjaardag. Saalborn werd begraven op de Nieuwe Oosterbegraafplaats.

## Werk

### Grafiek
- Grote stad. 1918. Droge naald ets op papier. 15,5 × 11,5 cm. Utrecht, Centraal Museum.

### Schilderij
- Bloemstilleven. 1942. Olieverf op doek. 76,5 × 64,5 cm. Utrecht, Centraal Museum.

## Film
- Beelden van Louis Saalborn (1925)
- Saalborn (1932)

- Biografisch Portaal: 38836635
- Digitale Bibliotheek voor de Nederlandse Letteren: saal002
- International Standard Name Identifier: 0000 0003 9119 7867
- Nederlandse Thesaurus van Auteursnamen: 072124334
- RKD-Nederlands Instituut voor Kunstgeschiedenis: 69154
- Union List of Artist Names: 500747185
- Virtual International Authority File: 284981785
- WorldCat: E39PBJyGYVkjk3RpCTk679qhHC